# سیارک ۱۵۲۲۰
سیارک ۱۵۲۲۰ (به انگلیسی: 15220 Sumerkin، نامگذاری:1981SC7) پانزده هزار و دویست و بیستمین سیارک کشف شده‌است که در ۲۸ سپتامبر ۱۹۸۱ کشف شد.
قدر مطلق سیارک برابر ۲۵.۷ است.